# Escuelas Públicas de Fall River
Las Escuelas Públicas de Fall River (Fall River Public Schools, FRPS) es un distrito escolar de Massachusetts. Tiene su sede en Fall River. El consejo escolar tiene un presidente, un vicepresidente, cinco miembros, un "Administrative Assistant for School Committee Services," y dos estudiantes.

## Escuelas
Escuelas primarias:
- Spencer Borden Elementary School
- John J. Doran Elementary School
- Mary L. Fonseca Elementary School
- William S. Greene Elementary School
- Alfred S. Letourneau Elementary School
- Frank M. Silvia Elementary School
- James Tansey Elementary School
- Carlton M. Viveiros Elementary School
- Samuel Watson Elementary School

Escuelas medias:
- Matthew J. Kuss Middle School
- Henry Lord Middle School
- James Madison Morton Middle School
- Edmond P. Talbot Middle School
- Stone Therapeutic Day Middle School

Escuelas preparatorias:
- B.M.C. Durfee High School
- Resiliency Preparatory School